# Логвин, Юрий Григорьевич
Юрий Григорьевич Логвин (укр. Логвин Юрій Григорович; 5 февраля 1939, Кременчуг, Полтавская область — 22 мая 2019) — украинский художник-график и писатель.

## Биография
Родился в семье искусствоведа и архитектора Григория Никоновича Логвина.
В 1945 — семья переехала в Киев.
В 1951 — Юрий Логвин поступил в Государственную художественную среднюю школу имени Тараса Шевченко, которую блестяще окончил.
Профессиональное высшее образование получил, поступив в 1958 году в Киевский государственный художественный институт, который окончил в 1965 году.
1971—1973 — жил в Москве, после чего вернулся в Киев.
С 1977 — член Союза художников УССР, участник многочисленных выставок.
В 1985 — Юрий Логвин принял участие в групповой выставке в числе 5 художников-графиков, где свои работы также представили Н. Болдырева, Н. Левчишина, О. Лысенко и Л.Треммери. Выставка проходила в выставочном зале Союза Художников Украины в Киеве.
В последние годы жизни имел проблемы с сердечно-сосудистой системой. Умер в возрасте 80 лет от инсульта 22 мая 2019 года. Похоронен вместе с отцом на Байковом кладбище (участок № 49а).

## Работы

### Почтовые марки

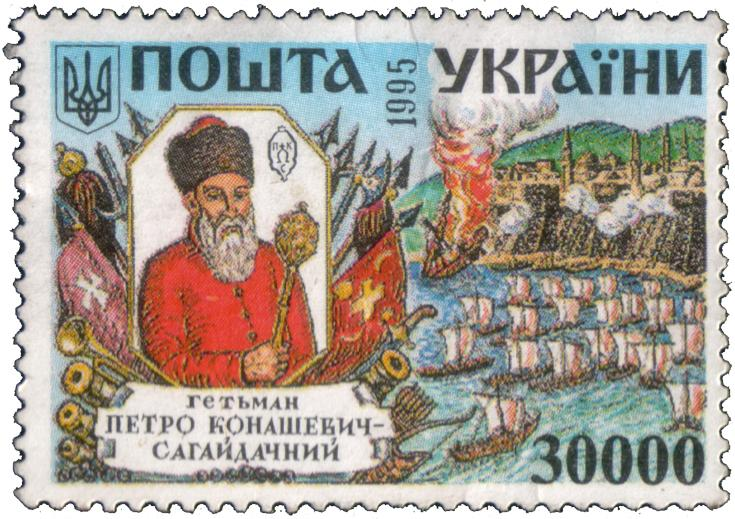
Марка из серии «гетманы Украины»

В 1990-е и 2000-е годы Юрий Логвин работал над созданием новых украинских марок. Является автором почтовых марок Украины:
- серия стандартных почтовых марок «Этнографический сюжет „Древняя Украина“», которая находилась в обращении с декабря 1993 по январь 2001 года;
- серия «Гетманы Украины»;
- серия «История войска в Украине» (выходит с 2002 года).

## Награды
- Отличие «Золотой писатель Украины»[2] (2012);
- Лауреат Международного литературного конкурса романов «Коронация слова» — 2013.